# ادیموکشه
ادیموکشه (انگلیسی: Adhimokṣa)یک اصطلاح سانسکریت است که در بودیسم به معنای «عزم راسخ» یا «تعهد قاطع» به کار می‌رود. این اصطلاح به تصمیم و اراده قوی برای رهایی از رنج و رسیدن به روشن‌بینی اشاره دارد.
ادیموکشه در متون بودایی به عنوان اولین گام در مسیر هشتگانه نجیب ذکر شده است. مسیر هشتگانه نجیب مجموعه‌ای از هشت تمرین است که بودا برای رهایی از رنج و رسیدن به بیداری (روشن‌بینی، رستگاری از تناسخ) آموزش داده است. این هشت تمرین عبارتند از: درک درست، اندیشه درست، گفتار درست، کردار درست، معیشت درست، تلاش درست، ذهن‌آگاهی درست و تمرکز درست.
ادیموکشه به عنوان پایه و اساس مسیر هشتگانه نجیب در نظر گرفته می‌شود، زیرا بدون عزم و اراده قوی برای رهایی از رنج، تمرین سایر مراحل مسیر بی‌فایده خواهد بود. آدیموکشه شامل تعهد به پیروی از آموزه‌های بودا و رهایی از تمامی افکار، گفتار و کردار منفی است.
در متون بودایی، ادیموکشه به عنوان یک «نیروی محرکه» توصیف شده است که فرد را در مسیر معنوی به پیش می‌راند. این نیرو از درک عمیق رنج و تمایل قوی برای رهایی از آن سرچشمه می‌گیرد. با تقویت آدیموکشه، فرد می‌تواند بر موانع و چالش‌های مسیر معنوی غلبه کند و به هدف نهایی خود، یعنی روشن‌بینی دست یابد.